# La Réserve (film, 1998)
La Réserve est un court métrage français de 35 minutes écrit et réalisé par Pascale Breton. Tourné à Paris en 1998, il a été présenté pour la première fois dans un programme de la compétition nationale du Festival de Clermont-Ferrand en 1999.

## Distribution
- Vincent Branchet : Klaus
- Jean-Pierre Dougnac : Carteret
- Sarah Haxaire : Jessica
- Kamel Abdelli : Stepan
- Hélène Surgère : la cliente énervée
- Luc-Antoine Diquéro : le délirant